# Wegeleben
Wegeleben est une ville allemande située en Saxe-Anhalt, dans l'arrondissement de Harz.

## Personnalités liées
- Martin Bormann (1900-1945), haut dignitaire du Troisième Reich, né à Wegeleben